# Chester Brown
Chester Brown (Montreal, 16 de mayo de 1960) es un historietista canadiense. 

## Biografía
Brown creció en Chateauquay, un suburbio de Montreal. Cuando tenía doce años publicó una tira de prensa en el diario local, The St. Lawrence Sun. A los 19 años se trasladó a Toronto, donde comenzó a autoeditarse el minicómic Yummy Fur, del que se publicaron 7 números entre 1983 y 1985. Su éxito llamó la atención de la editorial Vortex, de Toronto, que se hizo cargo de la edición del cómic.
Entre los contenidos de Yummy Fur, destacaba una tira cómica de humor negro surrealista, Ed the Happy Clown, que más adelante (en 1989) fue editada como novela gráfica por la editorial Vortex, y luego (1992), en una versión ligeramente diferente, por Drawn & Quarterly. En esta extraña serie, Brown explora el lado más oscuro de su subconsciente, utilizando una técnica muy similar a la escritura automática característica del surrealismo. Un ejemplo de este procedimiento puede verse en sus historietas de una sola página, en las que mezcla aleatoriamente viñetas procedentes de otros cómics, en ocasiones cambiando los diálogos. Las extrañas desventuras de Ed, el payaso feliz, incluyen ser capturado por pigmeos caníbales o ver cómo la punta de su pene es reemplazada por un diminuto Ronald Reagan procedente de un universo paralelo. 
En 1991, Brown pasó a publicar Yummy Fur en la editorial Drawn & Quarterly. Tras poner fin a Ed the Happy Clown, Brown comenzó a desarrollar en su revista historietas autobiográficas, en las que explora su infancia y adolescencia, con una mirada totalmente exenta de sentimentalismo. Estas historias se recogieron luego en las novelas gráficas El Playboy ("The Playboy", 1992) y I Never Liked You (1994). La primera, en la que Brown narra su afición juvenil por la revista Playboy, fue anunciada por el autor como "una mirada autobiográfica sobre cómo la pornografía ha influido en mi vida". En I Never Liked You, cuyo título original era Fuck, se retrata a sí mismo como un adolescente introvertido, incapaz de entablar relación con el sexo opuesto, que es continuamente objeto de burlas por parte de sus compañeros de instituto.
Entre 1994 y 1997 Brown publicó un nuevo comic-book, Underwater, del que se publicaron 11 números, y que permanece inconcluso, en el que se proponía contar la historia de la vida de un niño desde el punto de vista del mismo niño, desde su nacimiento. Su obra más reciente es la novela gráfica Louis Riel: A Comic-Strip Biography (2003), biografía en cómic de Louis Riel, personaje destacado de la historia de Canadá, que previamente había aparecido también en formato comic-book, y que fue considerada uno de los mejores cómics de 2003 por el columnista de TIME Andrew Arnold, y nominada para un Premio Eisner en 2004. En 2011 se publica en España “Pagando por ello”, novela gráfica en la que relata y justifica su postura como consumidor de servicios ofrecidos por mujeres prostituidas.
En 2016 publica María lloró sobre los pies de Jesús, Prostitución y obediencia religiosa en la Biblia, en noviembre de ese mismo año visitó las ciudades de Barcelona y Madrid, España, para promocionar el libro editado por Ediciones La Cúpula.

## Obras

### Comic-books
- Yummy Fur (minicómic. 7 números: 1983-1985)
- Yummy Fur (32 números: 1986-1994)
- Underwater (11 números: 1994-1997)
- Louis Riel (9 números: 1999-2003).
- Ed the Happy Clown

### Novelas gráficas y recopilaciones
- Ed the Happy Clown (Vortex Comics, 1989; reed. Drawn & Quarterly, 1992).
- The playboy: A comic book (Drawn & Quarterly, 1992)
- I Never Liked You (Drawn & Quarterly, 1994; reed. 2002)
- The Little Man: Short Strips 1980-1995 (Drawn & Quarterly, 1998)
- Louis Riel: A Comic-Strip Biography (Drawn & Quarterly. 2003)

### Ediciones en español
- Ed el payaso feliz (Ediciones La Cúpula, 2006)
- Louis Riel. Un cómic biográfico (Ediciones La Cúpula, 2006)
- Nunca me has gustado (Astiberri Ediciones, 2007)
- El playboy (Ponent Mon, 2008)
- Pagando por ello (Ediciones La Cúpula, 2011)
- El hombrecito (Ediciones La Cúpula, 2013)
- María lloró sobre los pies de Jesús (Ediciones La Cúpula, 2016)